# Hugh John Macdonald

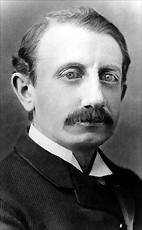
Hugh John Macdonald

Sir Hugh John Macdonald, PC, QC (* 13. März 1850 in Kingston, Oberkanada; † 29. März 1929 in Winnipeg) war ein kanadischer Politiker. Der Sohn des ersten kanadischen Premierministers John Macdonald war von 1891 bis 1893 und von 1896 bis 1897 Abgeordneter im Unterhaus. Im Jahr 1896 gehörte er als Innenminister für etwas mehr als zwei Monate dem Bundeskabinett von Charles Tupper an. Vier Jahre später war er einige Monate lang Regierungschef der Provinz Manitoba.

## Biografie

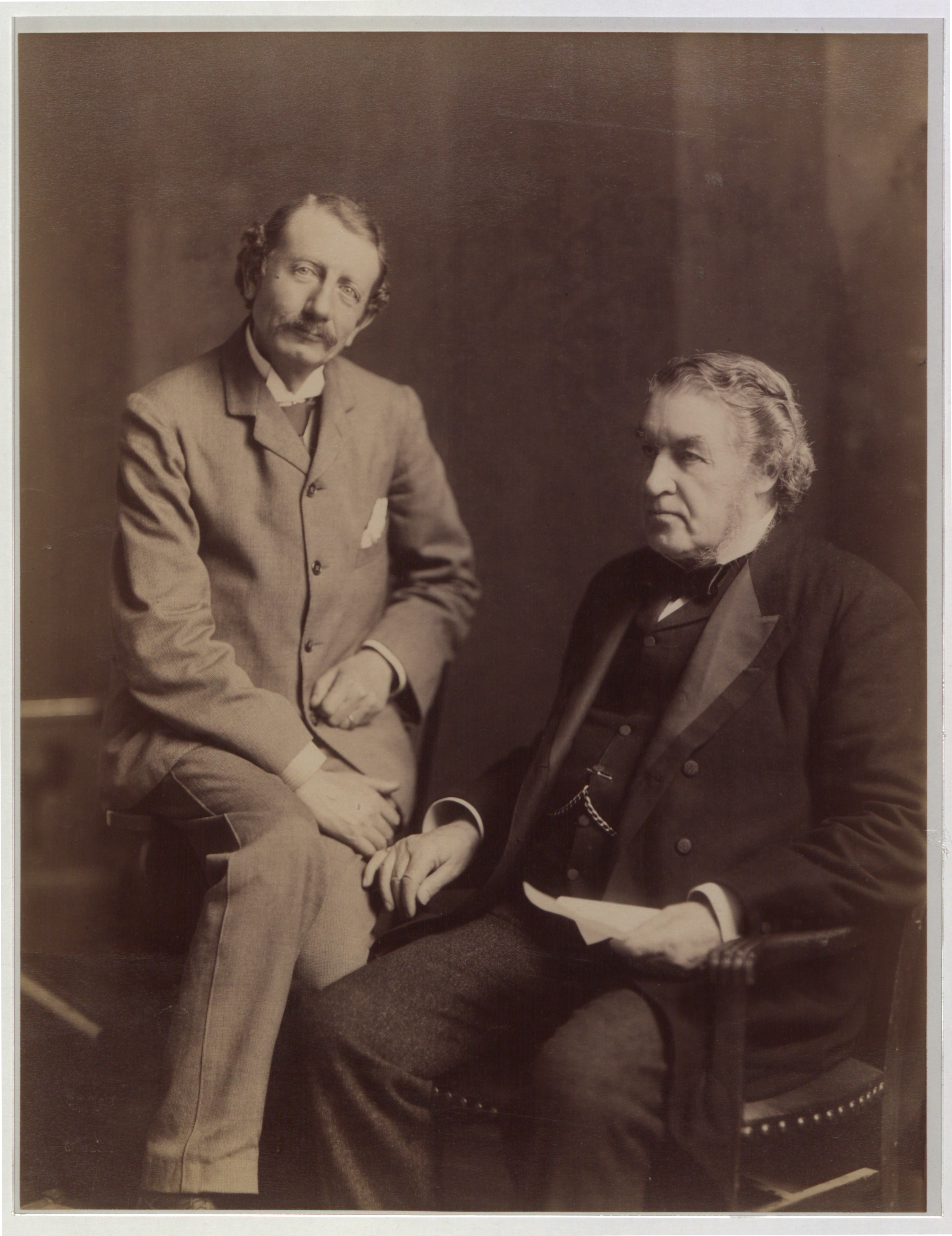
Macdonald und Charles Tupper, 1900

Hugh John Macdonald wurde in Kingston als Sohn von John Macdonald (damaliger Attorney General von Oberkanada) und dessen Ehefrau Isabella Clark geboren. Seine Mutter starb, als er sieben Jahre alt war, woraufhin er überwiegend bei seiner Tante aufwuchs. Nach dem Studium an der University of Toronto schloss er 1869 als Bachelor of Arts ab, danach folgte ein Rechtsstudium. 1872 erhielt er die Zulassung als Rechtsanwalt und praktizierte hauptsächlich in Toronto als Partner seines Vaters.
Macdonald diente im Milizregiment The Queen's Own Rifles of Canada. Er nahm unter anderem 1870 an der Red-River-Rebellion von Garnet Wolseley teil, mit der die von Louis Riel angeführte Rebellion niedergeschlagen werden sollte. Dabei war er aktiv an der gewaltlosen Einnahme von Fort Garry beteiligt. Anschließend kehrte er nach Toronto zurück. Nach dem Tod seiner ersten Ehefrau zog Macdonald in die Provinz Manitoba und ließ sich in Winnipeg nieder, wo er eine eigene Kanzlei führte. 1883 heiratete er ein zweites Mal. Während der Nordwest-Rebellion im Jahr 1885 diente er als Leutnant und war an der Schlacht am Fish Creek beteiligt.
Bei der Unterhauswahl 1891 kandidierte Macdonald für die Konservative Partei und wurde zum Abgeordneten von Winnipeg gewählt. Im Gegensatz zu seinem Vater, der kurz darauf verstarb, war er öffentlichkeitsscheu und mochte die Politik nicht besonders. Im Mai 1893 trat er zurück. Drei Jahre später konnte Premierminister Charles Tupper (der Vater seines Kanzleipartners) ihn dazu überreden, einen Ministerposten im Bundeskabinett zu übernehmen. Macdonald amtierte ab 1. Mai 1896 als Innenminister und General-Superintendent für Indianerangelegenheiten. Zwar setzte er sich bei der Unterhauswahl 1896 knapp gegen Joseph Martin durch, doch die Konservativen verloren ihre Mehrheit und seine Amtszeit als Minister endete bereits am 8. Juli.
Aufgrund eines formellen Protestes wurde Macdonalds Wahlergebnis zu Beginn des Jahres 1897 annulliert und er trat nicht mehr zur notwendig gewordenen Nachwahl an. Im März 1897 übernahm er den Vorsitz der Conservative Party of Manitoba. Im Dezember 1899 führte er die Partei bei der Wahl zur Legislativversammlung von Manitoba zu einem knappen Sieg; er selbst setzte sich mit 60 Stimmen Vorsprung im Wahlbezirk Winnipeg South durch. Am 10. Januar 1900 trat Macdonald das Amt des Premierministers von Manitoba an. Er brachte ein Prohibitionsgesetz durch das Parlament, doch bereits am 29. Oktober 1900 trat er zurück, um bei der Unterhauswahl 1900 gegen den liberalen Innenminister Clifford Sifton anzutreten.
Die von der konservativen Bundespartei ausgeklügelte Taktik misslang, da Macdonald deutlich unterlag. Daraufhin zog er sich aus der Politik zurück und widmete sich seiner Anwaltskanzlei. Die Provinzregierung ernannte ihn 1911 zum Polizeimagistraten von Winnipeg. Zwei Jahre später war er Mitglied einer Kommission, die Korruptionsvorwürfe gegen den Regierungschef Manitobas, Rodmond Roblin, untersuchte und bestätigte. 1919 ließ er auf Befehl der Bundesregierung den Winnipeg-Generalstreik gewaltsam auflösen.
Macdonals letztes Wohnhaus in Winnipeg, das den Namen Dalnavert trägt, ist heute ein Museum sowie Sitz der Manitoba Historical Society.